# 武田一浩
武田一浩（日语：／ Takeda Kazuhiro，1965年6月22日—），為日本的棒球選手、NHK棒球解説員，出生於東京都世田谷區。他曾效力於日本職棒福岡軟體銀行鷹等，守備位置為投手，於2002年退役，生涯通算89勝記録。

## 外部連結
- 所属事務所（株）ビッグベン （页面存档备份，存于）
- 個人年度別成績 武田一浩 （页面存档备份，存于）
- 球員資訊和成績在Baseball-Reference (Minors)（英文）